# Aaron Yan
Aaron Yan (炎亞綸) est un acteur et chanteur taïwanais né le 20 novembre 1985.
Il est le plus jeune membre du groupe taïwanais de musique Fahrenheit. À un jeune âge, sa famille déménage à New York (États-Unis), où il est resté cinq ans pour son éducation primaire. Il est ensuite retourné à Taïwan pour l'enseignement secondaire. Il peut parler et comprendre le mandarin, l'anglais, le hokkien, le japonais, et le cantonais.

## Filmographie

### Cinéma
- 2016 : The New Year's Eve of Old Lee (過年好) : Peter
- 2019 : Liao Zhai (聊齋系列之鞏仙) : Kong Rong
- 2023 : Marry My Dead Body	(關於我和鬼變成家人的那件事) : Chen Chia-hao

### Drama (série TV)
- An Shi Ai Mei Hui (AzioTV, 2004)
- It Started with a Kiss (CTV, 2005) en tant que Ah Bu
- KO One (GTV, 2005) en tant que Ding Xiao Yu
- The X-Family (GTV, 2007) en tant que Jiu Da Zhang Lao Wu / Ding Xiao Yu
- They Kiss Again (CTV, 2007) en tant que Ah Bu
- Mysterious Incredible Terminator (FTV / GTV, 2008) en tant que Zhan Shi De
- K.O.3an Guo (FTV / GTV, 2009) en tant que Ding Xiao Yu / Jiu Wu (voice only)
- Gloomy Salad Days (PTS, 2010) en tant que Shen Qi
- Love Buffet (FTV / GTV, 2010) en tant que Xing Yi Cheng ou A Yi
- Sunshine Angel (TTV, 2011) en tant que Aaron
- Alice in Wonder City (CTS, 2012)
- Just You  (SETTV, 2013) en tant que Qi Yi
- Fall in Love with Me en tant que Lu Tian Xing et Xiao Lu (TTV, 2014)
- Refresh man (2016)
- Memories of Love (2018)
- Please Give Me a Pair of Wings (2019)
- Kiss, Love and Taste (2019)

### Génériques
- Fahrenheit - Yi Ge Ren Liu Lang, KO One (2005)
- Fahrenheit & Hebe Tien - Zhi Dui Ni You Gan Jue, Tokyo Juliet (2006)
- Fahrenheit - Chao Xi Huan Ni, Hua Yang Shao Nian Shao Nu (2006)
- Yuan Yi Bu Ai Ni, The X-Family (2007)
- Fahrenheit - Bu Hui Ai, The X-Family (2007)
- Fahrenheit - Chu Shen Ru Hua, The X-Family (2007)
- Fahrenheit & S.H.E - Xin Wo, Romantic Princess (2007)
- Fahrenheit - Heng Xing (恆星) Star, Rolling Love (2008)
- Fahrenheit - Dong Mai (動脈) Artery, Mysterious Incredible Terminator (2008)
- Fahrenheit - Mo Mo (默默) Silently, ToGetHer (2009)
- Fahrenheit - Yue Lai Yue Ai (越來越愛) Loving More and More, ToGetHer (2009)
- Yuan Lai (原来), Alice in Wonder City (2012)
- Dang Bu Zhu De Tai Yang (擋不住的太陽), Just You (2013)
- 1/2 (二分之一) with G.NA, Fall in Love with Me (2014)
- Tai Bei Chen Shui Le (台北沉睡了), Fall in Love with Me (2014)
- Wei Yi De Mei Gui (唯一的玫瑰), Fall in Love with Me (2014)
- Mei Gui Ju (沒規矩), Fall in Love with Me (2014)
- Duo Yu De Wo (多餘的我), Fall in Love with Me (2014)
- Zhe Bu Shi Wo (這不是我), Fall in Love with Me (2014)

## Affaire judiciaire
Le 30 mai 2024, Aaron Yan est condamné à sept mois de prison avec sursis pour avoir filmé et diffusé des vidéos à caractère sexuel avec un mineur âgé de 16 ans en 2017-2019.